# NKズビエズダ・グラダチャツ
ノゴメトニ・クルブ・ズビエズダ・グラダチャツ（ボスニア語: Nogometni klub Zvijezda Gradačac）は、ボスニア・ヘルツェゴビナ・グラダチャツを本拠地とするサッカークラブ。1922年にヴァルダル（Vardar）という名で創設され、第二次世界大戦後現在の名称になった。
旧ユーゴスラビア時代は地方リーグの小クラブに過ぎなかったが、2008年ボスニア・ヘルツェゴビナ1部リーグ（2部相当）で優勝し、プレミイェル・リーガ昇格を果たした。

## 獲得タイトル
- ボスニア・ヘルツェゴビナ1部リーグ : 1回

2007-08

## 過去の成績
| シーズン | リーグ                   | 順位 | 勝ち点 |
| -------- | ------------------------ | ---- | ------ |
| 2005-06  | ドルガ・リーガFBiH北地区 | 1位  | 不明   |
| 2006-07  | プルヴァ・リーガFBiH     | 3位  | 52     |
| 2007-08  | プルヴァ・リーガFBiH     | 1位  | 69     |
| 2008-09  | プレミイェル・リーガ     | 7位  | 43     |
| 2009-10  | プレミイェル・リーガ     | 12位 | 37     |
| 2010-11  | プレミイェル・リーガ     | 8位  | 42     |
| 2011-12  | プレミイェル・リーガ     | 7位  | 45     |
| 2012-13  | プレミイェル・リーガ     | 11位 | 36     |
| 2013-14  | プレミイェル・リーガ     | 14位 | 31     |
| 2014-15  | プレミイェル・リーガ     | 16位 | 25     |

## 現所属メンバー
2014年2月現在
注：選手の国籍表記はFIFAの定めた代表資格ルールに基づく。
| No. | Pos. |                          | 選手名                       |
| --- | ---- | ------------------------ | ---------------------------- |
| 1   | GK   | ボスニア・ヘルツェゴビナ | セルミル・ブルキッチ         |
| 2   | MF   | クロアチア               | ミネル・ドリャンチッチ       |
| 3   | DF   | ボスニア・ヘルツェゴビナ | フィクレト・カラヴディッチ   |
| 4   | DF   | ボスニア・ヘルツェゴビナ | トミスラフ・プリッチ         |
| 5   | MF   | ブラジル                 | アンドレ・アダム             |
| 6   | MF   | ボスニア・ヘルツェゴビナ | ヴェルネス・イスラマギッチ   |
| 7   | MF   | ボスニア・ヘルツェゴビナ | サミル・イサノヴィッチ       |
| 8   | MF   | ボスニア・ヘルツェゴビナ | エルミン・ゴジョ             |
| 10  | MF   | ボスニア・ヘルツェゴビナ | アメル・オルダギッチ         |
| 11  | MF   | ボスニア・ヘルツェゴビナ | エルヴィル・チョリッチ       |
| 13  | DF   | セルビア                 | イヴァン・ヤコヴリェヴィッチ |
| 14  | MF   | ボスニア・ヘルツェゴビナ | エルディン・ファチッチ       |
| 15  | MF   | ボスニア・ヘルツェゴビナ | セナド・ズフリッチ           |

| No. | Pos. |                          | 選手名                       |
| --- | ---- | ------------------------ | ---------------------------- |
| 16  | MF   | ボスニア・ヘルツェゴビナ | リアド・デミッチ             |
| 17  | MF   | ボスニア・ヘルツェゴビナ | アネル・アリバシッチ         |
| 18  | MF   | ボスニア・ヘルツェゴビナ | エディス・ズリッチ           |
| 19  | FW   | ボスニア・ヘルツェゴビナ | ウロシュ・ストヤノヴ         |
| 20  | FW   | ボスニア・ヘルツェゴビナ | ミルザ・ジャフィッチ         |
| 21  | MF   | セルビア                 | ドゥシャン・ビェリッチ       |
| 22  | GK   | ボスニア・ヘルツェゴビナ | ケナン・フイッチ             |
| 23  | DF   | セルビア                 | スタノイェ・ヨヴァノヴィッチ |
| 24  | FW   | セネガル                 | セコウバ・ディアッタ         |
| 25  | DF   | ボスニア・ヘルツェゴビナ | メフメダリア・チョヴィッチ   |
| -   | MF   | ボスニア・ヘルツェゴビナ | アニド・トラヴァンチッチ     |
| -   | MF   | ボスニア・ヘルツェゴビナ | ミルザ・ハサノヴィッチ       |
| -   | FW   | ボスニア・ヘルツェゴビナ | アフメド・ジャフィッチ       |

## 歴代所属選手
- 秋吉泰佑 2013 - 2014
- レウフ・アリマノヴィッチ
- サビト・アリマノヴィッチ
- サキブ・アリマノヴィッチ
- イブラヒム・アヴダギッチ
- ヤスミン・ボグダノヴィッチ
- イサク・ブラダリッチ
- イヴィツァ・ツヴィトクシッチ
- エルヴィス・チョリッチ[1]
- アルミン・デリッチ
- アミル・ドゥルグトヴィッチ
- ジェマル・ジェドヴィッチ
- オグニェン・ジェルミッチ
- ズラトコ・ジョリッチ
- エルミン・ゴジョ
- エミル・ハジジュルビッチ
- アミル・ハムジッチ
- サミル・イサノヴィッチ
- イヴァン・ヤコヴリェヴィッチ
- エシュレフ・ヤシャレヴィッチ
- ルスミル・ユシッチ
- エルヴィス・カリッチ
- ムリズ・キキッチ
- ニコラ・コヴァチェヴィッチ
- ミラン・クネジェヴィッチ
- ミチョ・クズマノヴィッチ
- エルディン・マシッチ
- ドラガン・マティッチ
- ニコラ・ミルコヴィッチ
- ヤスミン・モラニキッチ
- アルミン・ムイチッチ
- イスメト・ムラブディッチ
- ニコラ・ニキッチ
- サミル・ヌハノヴィッチ
- セネディン・オシュトラコヴィッチ
- ダリボル・パンジャ
- アネル・ピャニッチ
- イリヤ・プロダノヴィッチ
- マルコ・ラストヴィッチ
- スルジャン・サヴィッチ
- ダミル・スマイロヴィッチ
- ペリツァ・スタンチェスキ
- ストヤン・ステヴァノヴィッチ
- ニコラ・スティヤコヴィッチ
- サシャ・シェスト
- ネボイシャ・ショディッチ
- ダミル・トスノヴィッチ
- ヴェリボル・ヴァシリッチ
- エルミン・ヴェハボヴィッチ

## 歴代監督
- ペタル・シェグルト 2014-2015
- マト・ネレトリャク 2020-2021